# Кудатке
Кудатке (груз. კუდატყე) — село в Грузии, на территории Карельского муниципалитета края (мхаре) Шида-Картли.

## География
Село находится в центральной части Грузии, на северном склоне Триалетского хребта, к югу от реки Куры, на расстоянии приблизительно 6 километров (по прямой) к западо-юго-западу от города Карели, административного центра муниципалитета. Абсолютная высота — 847 метров над уровнем моря.

## Население
По результатам официальной переписи населения 2014 года в Кудатке проживал один человек грузинской национальности.
| Год  | Население, человек |
| ---- | ------------------ |
| 2002 | 6                  |
| 2014 | ↘ 1                |